# Новоярковский
Новоярковский — упразднённый посёлок в Доволенском районе Новосибирской области России. На момент упразднения входил в состав Утянского сельсовета. Исключен из учётных данных в 1968 году.

## География
Располагался на западе района, у озера Моховое, в 9 км к западу от села Утянка.

## История
Посёлок был основан в 1910 году. В 1928 году состоял из 58 хозяйств. В административном отношении входил в состав Ярковского сельсовета Индерского района Новосибирского округа Сибирского края. С 1954 года в составе Утянского сельсовета.
Решением Новосибирского облисполкома в 1968 году посёлок исключен из учётных данных.

## Население
По переписи 1926 г. в посёлке проживало 304 человека (149 мужчин и 155 женщин), основное население — русские.